# Kombatan
Kombatan je filipínské bojové umění. Hlavou a zakladatelem systému je Ernesto A. Presas. Tento styl je známý pro svou doble baston techniku (techniku dvou holi), ale také rozvíjí techniky solo baston a krátké i dlouhé čepelové zbraně, stejně jako boj beze zbraně a zápas.
Ernesto A. Presas Sr se narodil v přímořském městečku Hinigaran, Negros Occidental na 1945-05-20. Ve věku 8 let začal svůj trénink bojových umění pod jeho otcem, José Presas, známým Escrima bojovníkem své doby. Také jeho další výcvik v bojových uměních je eklektický, studoval judo, džiu-džitsu, karate, a různé formy filipínských a japonských zbraní. V současné době je Lakan Sampu (10. Dan) v Arnis a Mano Mano (boj beze zbraně) a je držitelem Lakan Walo (8. Dan) ve filipínských zbraních.
Bratři Remy a Ernesto Presas pozorovali, jak klasické umění jejich země ztrácejí svou přitažlivost, a proto pomalu umírají. Oba se snažili modernizovat filipínské umění do efektivního bojového systému, jenž by opět zaujal studenty bojových umění žijící v moderní společnosti. Jejich sen znovu představit staré umění vedl k vývoji Modern Arnis. Ernesto Presas později přejmenoval svou verzi na Kombatan (původně Phillippino Combative Arts).
V roce 1970 začal učit filipínské bojové umění na Filipínské univerzitě a Lyceum na Filipínách. Později se výuka rozšířila do jiných tříd na University of Santo Tomas, Ústřední vysoké škole na Filipínách, Far Eastern Vojenske akademii, Philippine National Police Academy a na Filipínské škole pro důstojníky letectva.
Také v roce 1970 byl pozván do Japonska na EXPO '70 ' aby zde představil Arnis. Rychle získal respekt mnoha japonských mistrů, kteří nazvali jeho umění filipínské Kendo. Po návratu domů, s pomocí svého přítele Frederico Lazo, otevřel svůj první klub. Později založil Modern Arnis Association of International na Filipínách a ARJUKEN (což je zkratka pro Arnis, Jujutsu, Kendo) Karate Association pro formální šíření umění v Filipínách. V roce 1975 založil Mezinárodní federaci filipínských bojových umění (IPMAF) a začal šířit filipínská umění do okolního světa. V jeho době Arnis Presas Styl a techniky se staly široce přijímány v Evropě, Spojených státech, Kanadě, Mexiku, Austrálii, Novém Zélandu, Jižní Africe, Saúdské Arábii a Portoriku. Publikoval také řadu knih a videí a vystupoval na obálce časopisu Inside Kung Fu s názvem "Ernesto Presas: Otec Mano Mano".
Ernesto Presas cestoval po světě a šířil své umění. Mnozí navštívili Filipíny pro jeho lekce v Manile.
Velmistrem a hlavou systému a IPMAF organizace se stal jeho syn Ernesto Presas Jr.

## Nejznámější osobnosti
Ernesto Amador Presas (deceased), Fred Lazo (deceased), Ernesto Presas Jr., 
Pepe Yap, Mike Bowers, Alex France, Lito Concepcion, Juerg Ziegler [1], John R. Malmo, Jon Rudy, Andy Elliott,
Shelley Millspaugh, Vincent Pernice, Wolfgang Schnur, Walter Hubmann, Edwin Lao, Thorbjørn “Toby” Hartelius,
Johan Skålberg, Alex Ercia, Audy Ercia, Tomi Harell, Jose G. Paman, Randy Remolin, Jess Pablo, Carlos Pulanco,
Andreas Boruta, Giovanni Zagari, Patrick Paulo a Marina Regnér.

## Současní regionální instruktoři
- Grandmaster Mike Bowers (9th Dan)- Severní Amerika
- Grandmaster Shelley Millspaugh (9th Dan)- Colorado, USA
- Grandmaster John R. Malmo (8th Dan)- Midwest, USA
- Grandmaster Toby Hartelius (8th Dan) - Dánsko
- Grandmaster Andy Elliot (8th Dan) - Austrálie & Nový Zéland
- Grandmaster Walter Hubmann (8th Dan) - Rakousko
- Senior Master Tomi Harrell (7th Dan) - Finsko
- Senior Master Randy Remolin (7th Dan) - Itálie
- Master Jess Pablo (6th Dan) - Irsko
- Master Marina Regner (5th Dan) - Švédsko
- Master Giovanni Zagari (5th Dan) - Singapur
- Guro Salavador Caballero (3rd Dan) - Španělsko
- Guro Rainer Benjatschek (2nd Dan) - Německo
- Guro Daniel Kroupa (4nd Dan) - Česko

Kombatan kombinuje několik tradičních filipínských stylů, které byly spojeny do jednoho umění:
- Palis
- Hirada Batangueno
- Sungkiti Tutsada
- Abaniko Largo / Corto
- Doblada / Doblete
- Banda y Banda
- Sinawali
- Espada Y Daga
- Daga sa Daga
- Dulo Dulo
- Dos Puntas
- Tres Puntas
- Bangkaw
- Sibat
- Mano-Mano
- Sipaan
- Dumog

## Kombatan v Česku
V České republice je Kombatan vyučován v Brně pod vedením certifikovaného instruktora I.P.M.A.F a I.C.F.S. Guro Daniela Kroupy (http://www.kombatan.cz/ Archivováno 3. 9. 2014 na Wayback Machine.)